# Seven Mile Beach (Grand Cayman)
eng. Seven Mile Beach – Plaža sedam milja (SMB) dugačka je plaža od koraljnog pijeska u obliku polumjeseca na zapadnom kraju otoka Grand Cayman. Plaža Seven Mile poznata je po svojoj ljepoti, dobila je čast "Najbolje plaže na Karibima" 2015. od Caribbean Travel and Life Magazine. Plaža je javno vlasništvo (zbog pravila od plime dolje je javno) i možete prošetati cijelom dužinom plaže, bez obzira na to gdje ste odsjeli. Plaža Seven Mile je najpopularnije i najrazvijenije područje Grand Caymana. Tu se nalazi većina luksuznih odmarališta i hotela na otoku. Unatoč nazivu, mjerenje pokazuje da je stvarna duljina nešto veća od 6.3 milje (10.1 km). Realna dužina neprekinute pješčane plaže je oko 6 milja. Plaža se troši usljed erozije, koja je smanjila njezinu veličinu na nekim područjima, a možda je smanjila i duljinu na krajevima. Kao i ostatak Grand Caymana, područjej oko plaže Seven Mile ozbiljno je oštećeno u uraganu Ivan u rujnu 2004., ali mnogi stanovi i hoteli još uvijek rade punim kapacitetom.
Restorani otvoreni za javnost mogu se pronaći u većini odmarališta, što uključuje nekoliko javnih barova na plaži. Vladinu zgradu (guvernerova rezidencija) i sjeverno od javne plaže Seven Mile.
Neposredno južno od plaže Seven Mile nalazi se George Town, glavni grad Kajmanskog otočja i mjesto gdje dolaze turisti, dok se sjeverno nalazi četvrt West Bay, u kojoj se nalazi farma kornjača i vapnenačke formacije "Pakla". Točno preko puta plaže Seven Mile nalazi se Camana Bay, gradić koji također djeluje kao veliki trgovački i uredski park. Ima mnogo sadržaja, s restoranima, kafićima i kinom.